# Chiesa di San Giovanni Battista (Monteodorisio)
La chiesa di San Giovanni Battista è sita in Via Duca degli Abruzzi a Monteodorisio in provincia di Chieti.

## Storia

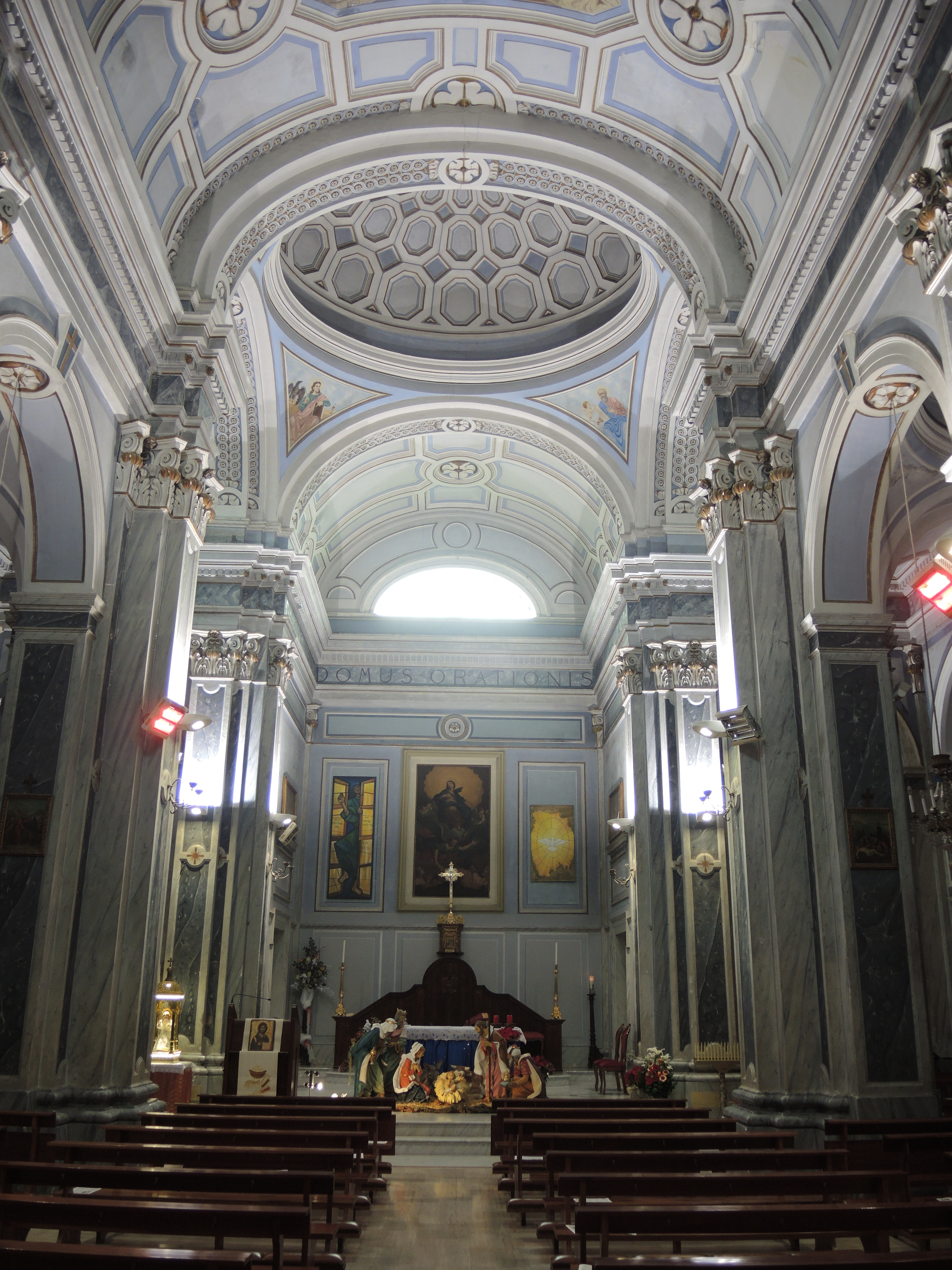
Interno

La chiesa risale a prima del XIV secolo. La chiesa è menzionata durante la visita dell'arcivescovo G. Oliva del 1528 come ben curata nonostante le invasioni dei turchi. In seguito, nel 1831, fu demolita. Della chiesa medievale rimangono tuttavia  delle mura di fondazione. Successivamente la chiesa viene ampliata e l'ingresso è spostato da ovest a nord. La ricostruzione fu terminata nel 1861 nello stile neoclassico.

## Descrizione
La facciata è in cortina laterizia di cui il registro inferiore è suddiviso da quattro paraste con capitello dorico. Sopra vi è un timpano semicircolare.
Il campanile laterale è una robusta torre con cella campanaria, orologio, e sommità piramidale.
L'interno è a tre navate. Una decorazione a stucchi abbellisce la volta, con motivi geometrici presso la falsa cupola all'altezza del presbiterio. Un organo, costruito nel 1757 ed attribuito ai D'Onofrio di Caccavone oggi Poggio Sannita, si trova presso il transetto a destra dell'altare maggiore presso una cantoria in legno con parapetto mistilineo curvo al centro con delle pitture che imitano in marmo. La cassa è lignea, mentre i mantici sono disposti l'uno sopra l'altro sotto l'organo. Tra le campate e sul cornicione vi sono delle decorazioni vegetali.
Sotto la cantoria si trovava, in origine, l'ingresso.
L'altare maggiore, prima della demolizione postconciliare, era in marmi policromi, dotato di candelieri, e vi veniva esposta la statua del Sacro Cuore, oggi riposta in una nicchia laterale. Un quadro a parere illustra la Risurrezione di Cristo, di ambito locale. Un quadro della cappella laterale a tabernacolo, illustra il Battesimo di Cristo. Delle statue sono dedicate a San Gabriele arcangelo e alla Madonna Addolorata col Cristo morto, di scuola leccese.
Molto pregevole, presso l'ingresso, un bassorilievo in pietra del XII secolo provenienti dalla distrutta chiesa di San Salvatore extra moenia, che illustra Cristo risorto con le ali ali angeliche, che appare alle Pie donne venute al sepolcro.